# Lorna Woodroffe
Lorna Woodroffe (Epsom, 18 augustus 1976) is een tennisspeelster uit het Verenigd Koninkrijk.
In 1993 kreeg Woodroffe een wildcard voor Wimbledon, en speelde ze haar eerste grandslamtoernooi.
In 2000 nam zij samen met Julie Pullin deel aan de Olympische zomerspelen op het vrouwendubbelspeltoernooi.

## Resultaten grandslamtoernooien
| Legenda | Legenda                          |
| ------- | -------------------------------- |
| g.t.    | geen toernooi gehouden           |
| l.c.    | lagere categorie                 |
| –       | niet deelgenomen                 |
| G       | uitgeschakeld in de groepsfase   |
| 1R      | uitgeschakeld in de eerste ronde |
| 2R      | uitgeschakeld in de tweede ronde |
| 3R      | uitgeschakeld in de derde ronde  |
| 4R      | uitgeschakeld in de vierde ronde |
| KF      | uitgeschakeld in de kwartfinale  |
| HF      | uitgeschakeld in de halve finale |
| F       | de finale verloren               |
| W       | het toernooi gewonnen            |
| w-v     | winst/verlies-balans             |

### Enkelspel
| toernooi        | 1993 |    | 1997 | 1998 | 1999 | 2000 | 2001 |
| --------------- | ---- | -- | ---- | ---- | ---- | ---- | ---- |
| Australian Open | –    | –  | –    | –    | –    | –    |      |
| Roland Garros   | –    | –  | –    | –    | –    | –    |      |
| Wimbledon       | 1R   | 2R | 1R   | 1R   | 1R   | 1R   |      |
| US Open         | –    | –  | –    | –    | –    | –    |      |

### Vrouwendubbelspel
| toernooi        | 1993 | 1994 | 1995 | 1996 | 1997 | 1998 | 1999 | 2000 | 2001 | 2002 |
| --------------- | ---- | ---- | ---- | ---- | ---- | ---- | ---- | ---- | ---- | ---- |
| Australian Open | –    | –    | –    | –    | –    | –    | –    | –    | 2R   | –    |
| Roland Garros   | –    | –    | –    | –    | –    | 1R   | –    | 1R   | 2R   | 1R   |
| Wimbledon       | 1R   | 1R   | 1R   | 1R   | 1R   | 1R   | 1R   | 2R   | 1R   | 1R   |
| US Open         | –    | –    | –    | –    | 1R   | 1R   | –    | 1R   | –    | –    |

### Gemengd dubbelspel
| toernooi        | 1998 | 1999 |    | 2001 | 2002 |
| --------------- | ---- | ---- | -- | ---- | ---- |
| Australian Open | –    | –    | –  | –    |      |
| Roland Garros   | –    | –    | –  | –    |      |
| Wimbledon       | 2R   | 1R   | 1R | 1R   |      |
| US Open         | –    | –    | –  | –    |      |